# Габриэль Пери (станция метро)
Габриэль Пери (фр. Gabriel Péri) — станция линии 13 Парижского метрополитена, расположенная на границе коммун Женвилье и Аньер-сюр-Сен. Названа по авеню Габриэль Пери, получившей своё имя в честь французского коммуниста Сопротивления и депутата бывшего департамента Сена и Уаза Габриеля Пери, расстрелянного гитлеровцами в 1941 году.

## История
- Станция открылась 3 мая 1980 года в конце пускового участка Порт-де-Клиши — Габриэль Пери, выведшего северо-западное ответвление линии 13 за пределы Парижа. Также в составе этого пускового участка, на перегоне Мэри-де-Клиши — Габриэль Пери. был сооружён метромост на мосту Клиши, ставший самым молодым (на 2017 год) метромостом Парижского метрополитена. До 14 июня 2008 года название станции дополнялось концовкой "Аньер — Женвилье", обозначавшей коммуны, на границе которых расположена станция. В 2008 году, после очередного продления линии, названия коммун стали неофициальной приставкой к названию нынешней конечной станции северо-западного ответвления линии 13 Ле-Куртий.
- Пассажиропоток по станции по входу в 2011 году, по данным RATP, составил 5 377 830 человек[2]. В 2013 году этот показатель снизился до 5 285 165 пассажиров (75 место по уровню входного пассажиропотока в Парижском метро)[3].

## Путевое развитие
С обеих сторон от станции располагаются пошёрстные съезды, использовавшиеся по прямому назначению в 1980—2008 годах.

## Галерея

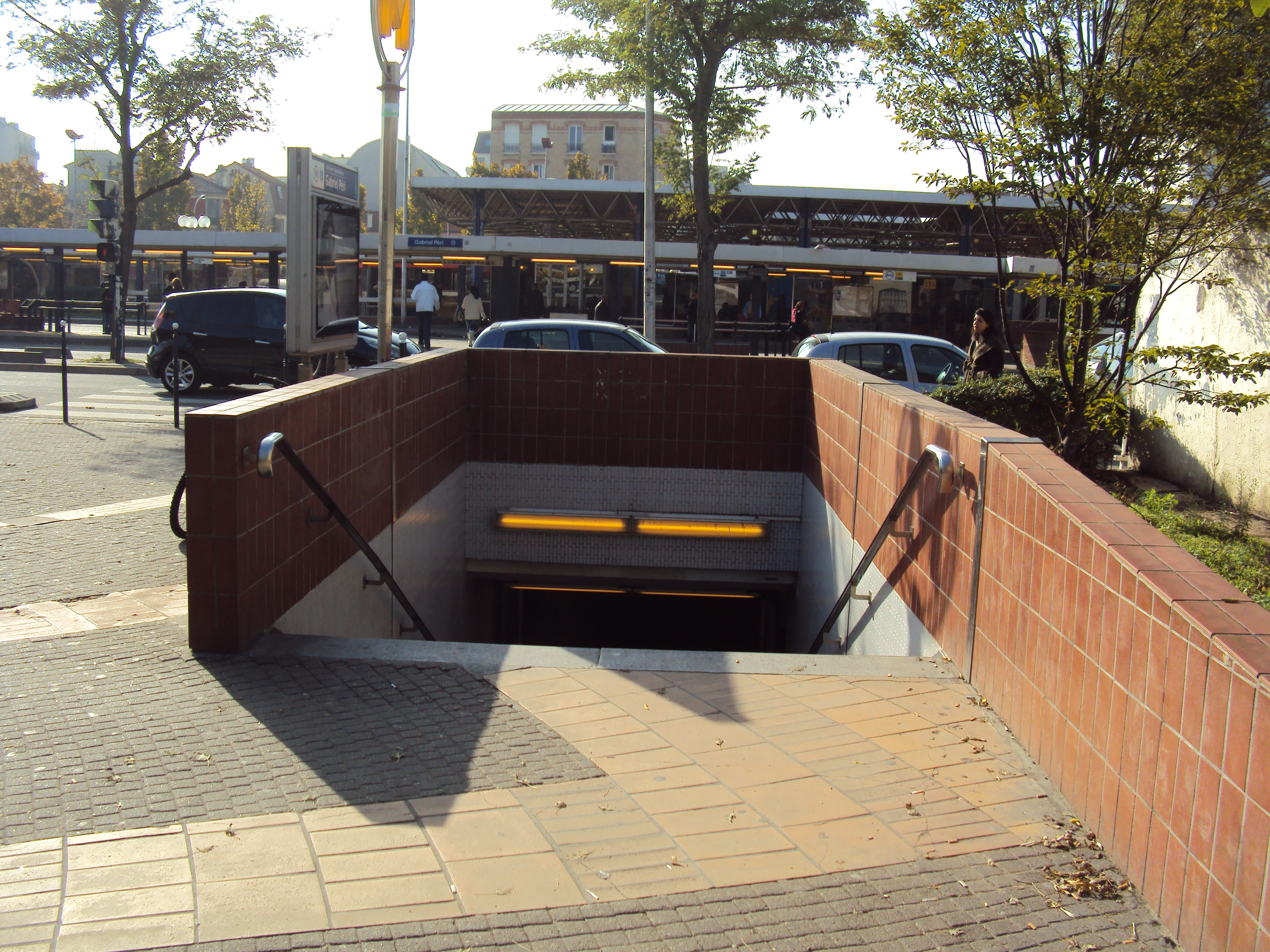
Выход в коммуну Женвилье
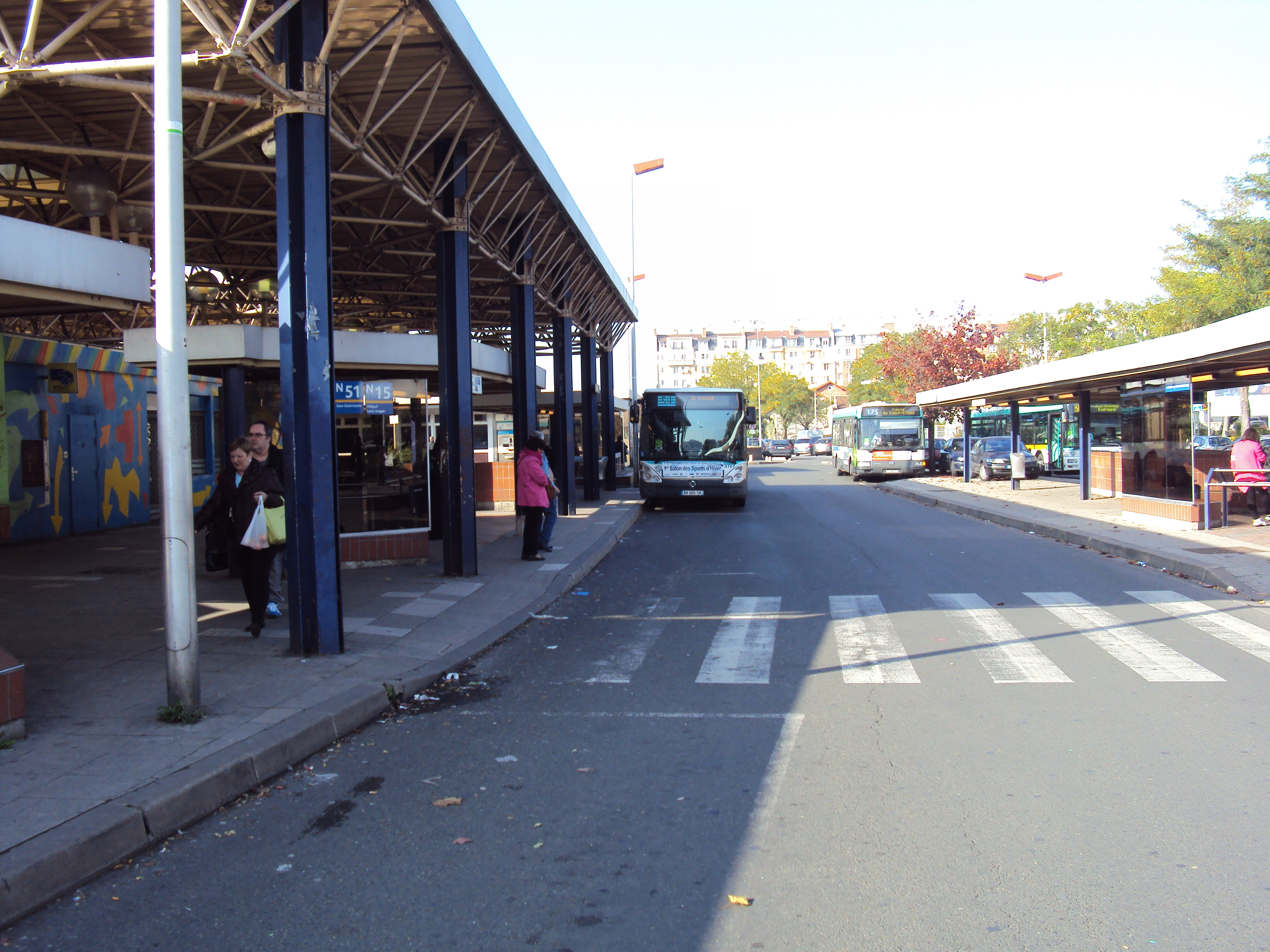
Пригородная автостанция возле метро
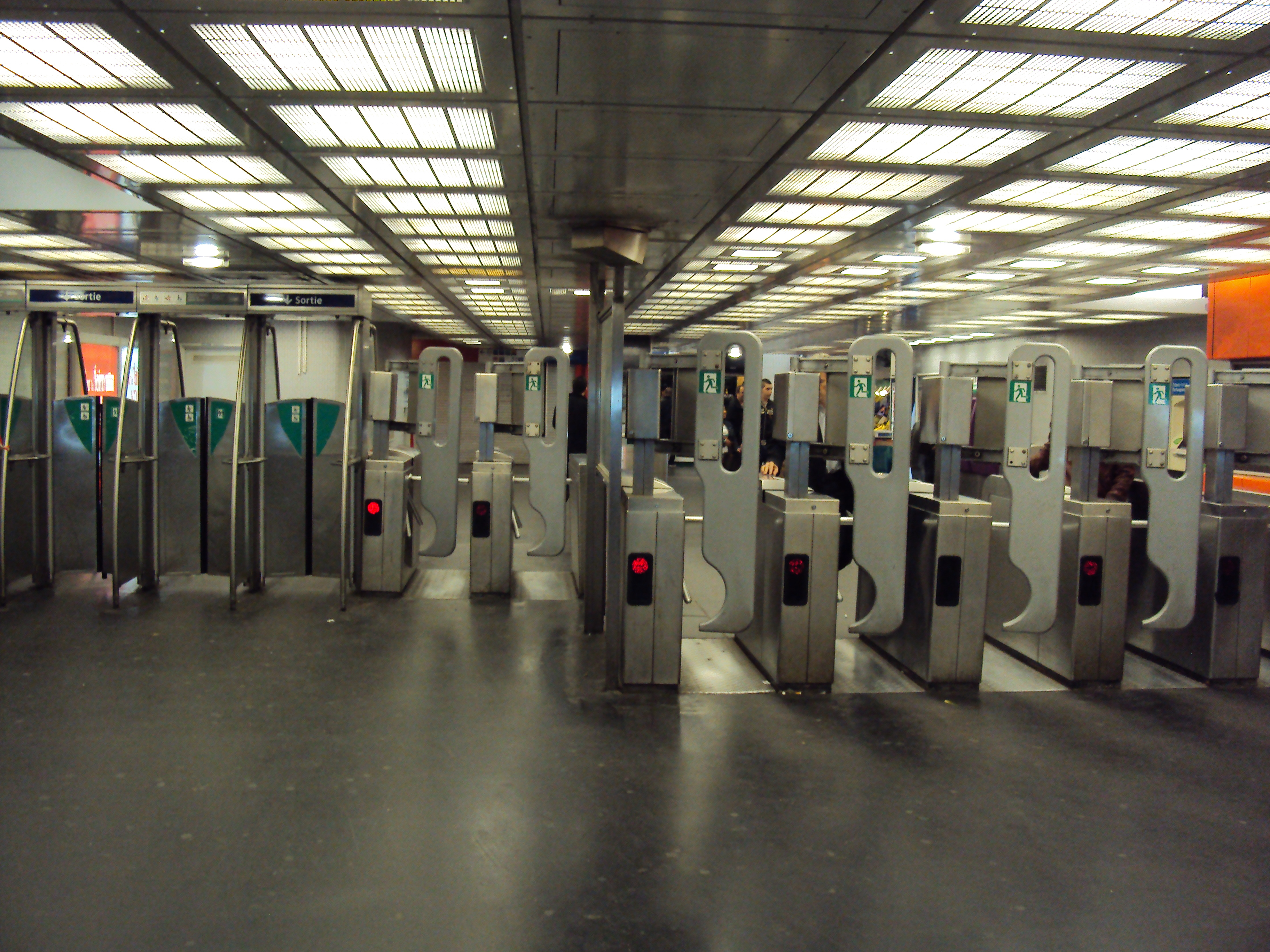
Кассовый зал и турникеты